# (195) Euriclea
(195) Euriclea es un asteroide perteneciente al cinturón de asteroides descubierto el 19 de abril de 1879 por Johann Palisa desde el observatorio de Pula, Croacia.
Está nombrado por Euriclea, un personaje de la mitología griega.